# Categoriale bescherming
Categoriale bescherming  is een begrip uit het Nederlandse asielrecht. De minister van Justitie kan op grond van het bepaalde in artikel 29, lid 1 onder d van de huidige Vreemdelingenwet (Vw 2000) een zogeheten categoriaal beschermingsbeleid voeren ten aanzien van een bepaalde groep asielzoekers of van asielzoekers uit bepaalde staten of gebieden, indien de algemene situatie aldaar dusdanig slecht is, dat het van een bijzondere hardheid zou getuigen mensen daarheen terug te zenden.
Asielzoekers die onder een dergelijk categoriaal beleid vallen, komen in beginsel voor een verblijfsvergunning in aanmerking. Aan de betreffende wettelijke bepaling is de daarvoor gebruikelijke benaming d-grond ontleend. Het betreft echter een "kan"-bepaling, dat wil zeggen de minister is er niet wettelijk toe verplicht.
In tegenstelling tot de andere asielgronden van artikel 29 Vw 2000, die mensen enkel om individuele redenen bescherming bieden, is de zogenoemde d-grond een algemene asielgrond.
Het betreft altijd een groep asielzoekers die onder dat categoriaal beschermingsbeleid valt. Eerst moet de IND beoordelen of de betreffende asielzoeker bescherming nodig heeft vanwege zijn of haar persoonlijke individuele omstandigheden en pas daarna of diegene dan eventueel onder een categoriaal beschermingsbeleid valt.
Voor asielzoekers die niet om individuele redenen voor een vergunning in aanmerking komen, kan het desalniettemin gevaarlijk zijn naar hun land van herkomst terug te keren. Op grond van het categoriale beschermingsbeleid kunnen zij dan toch worden beschermd, zolang het niet verantwoord is naar het land van herkomst terug te keren.

## Indicatoren
Er zijn drie indicatoren op grond waarvan de minister kan besluiten of er een categoriaal beleid voor een bepaald land of gebied of voor een bepaalde groep moet worden gevoerd.
- 1. De aard van het geweld in het land van herkomst, met name de ernst van de schendingen van de mensenrechten en het oorlogsrecht, de mate van willekeur van het geweld, de mate waarin het geweld voorkomt en de mate van geografische spreiding van het geweld;
- 2. De activiteiten van internationale organisaties ten aanzien van het land van herkomst;
- 3. Het beleid andere landen van de Europese Unie.

Indien aannemelijk is dat het geweld ernstig, willekeurig, grootschalig én alomtegenwoordig is in het land van herkomst, of een deel daarvan, dan is een categoriaal beschermingsbeleid geboden.
Bij elke beslissing omtrent  categoriaal beschermingsbeleid wordt rekening gehouden met het operationeel zijn in het land
van herkomst van VN-organisaties, waaronder de UNHCR.
Indien er repatriëring van ontheemden en vluchtelingen plaatsvindt, dan betekent dit in het algemeen dat een categoriaal beschermingsbeleid niet
is geïndiceerd. Het voorkomen van repatriëring hoeft echter niet meteen te leiden tot een niet voeren van een categoriaal beleid.
Tevens wordt er rekening gehouden met eventuele ontwikkelingen rond activiteiten van internationale hulporganisaties. Indien organisaties zoals het Internationale Rode Kruis en Artsen zonder Grenzen zich noodgedwongen terugtrekken in verband met de verslechtering van de algehele veiligheidssituatie, kan dat worden opgevat als een aanwijzing dat categoriale bescherming kan zijn geïndiceerd.
Ten slotte kan rekening worden gehouden met de mate van veroordeling door de internationale gemeenschap van de situatie in een land van herkomst. Daarbij zijn de conclusies in resoluties van de belangrijkste organen van de Verenigde Naties van belang, met name die van de Veiligheidsraad.
Welke van de indicatoren de belangrijkste is, is niet vastgelegd.
Blijkens de rechtspraak van de Raad van State heeft de minister een grote armslag om te bepalen aan welke indicator hij het meest belang hecht. Hij mag dus beslissen van categoriaal beleid af te zien indien in andere Europese landen een dergelijk beleid evenmin bestaat, ook al is de situatie in het betreffende land erg slecht.
In de praktijk blijkt dat de minister steeds vaker het beleid in onze buurlanden de doorslag laat geven. Vaak is het echter onduidelijk welk beleid de andere Europese landen voeren, omdat zij niet dezelfde toelatingsgronden hebben.

## Ambtsberichten
De beslissing van de minister van Justitie al dan niet een categoriaal beleid te voeren, is gegrond op een ambtsbericht van het ministerie van Buitenlandse Zaken. Dit bevat informatie omtrent de veiligheidssituatie in het land en de activiteiten van internationale organisaties ter plekke. Ook wordt daarin het beleid in onze buurlanden voor asielzoekers afkomstig uit dat land beschreven. De rechtspraak beschouwt een dergelijk ambtsbericht als een deskundigenadvies aan de minister.
Volgens de rechtspraak van de Raad van State moet dat ambtsbericht op een onpartijdige, objectieve en inzichtelijke wijze informatie geven, onder vermelding - voor zover dat mogelijk en verantwoord wordt geacht - van de bronnen. Indien aan deze eisen is voldaan, mag de minister bij de besluitvorming op asielaanvragen van de juistheid ervan uitgaan, tenzij er concrete aanknopingspunten zijn voor twijfel aan de juistheid of volledigheid.

## Concrete gevallen

### Irak
Het Nederlandse categoriaal beschermingsbeleid voor asielzoekers afkomstig uit Centraal-Irak werd met ingang van 22 november 2008 beëindigd. Op 12 september 2008 had de staatssecretaris van Justitie de Tweede Kamer per brief laten weten het categoriaal beschermingsbeleid voor asielzoekers uit Centraal- en Zuid-lrak te zullen beëindigen. Dit onder verwijzing naar het ambtsbericht van het ministerie van Buitenlandse Zaken over Irak uit juni 2008. VluchtelingenWerk Nederland had de Tweede Kamer op 1 oktober 2008 dringend verzocht niet akkoord te gaan met dat besluit.
Volgens VluchtelingenWerk had de staatssecretaris in haar brief van 12 september 2008 niet beargumenteerd waarom de situatie in Irak dusdanig zou zijn verbeterd en deze verbetering van een duurzame aard zou zijn, zodat een categoriaal beschermingsbeleid dan niet langer geïndiceerd is. Een dergelijke beslissing zou voldoende onderbouwd moeten zijn met landeninformatie van zowel het ministerie van Buitenlandse Zaken als van andere objectieve en betrouwbare bronnen, zoals de UNHCR en andere relevante organisaties.
Het besluit van de staatssecretaris leek volgens VluchtelingenWerk vooral ingegeven door de wens tot terugdringen van de asielinstroom in Nederland, waarbij het beleid van enkele buurlanden van Nederland als argument zou zijn gebruikt, en waaraan dan de bescherming van mensen die een ernstige oorlogssituatie zijn ontvlucht ondergeschikt wordt gemaakt. Gezien de slechte de veiligheids- en mensenrechtensituatie in Irak zou het nog altijd niet verantwoord zijn mensen daarheen terug te sturen. Aan Iraakse asielzoekers, waarvan na een zorgvuldige procedure is komen vast te staan dat zij niet op individuele gronden in aanmerking kunnen komen voor een verblijfsvergunning, moet desalniettemin bescherming worden geboden op grond van een categoriaal beschermingsbeleid.
Ondanks dat er sprake was van een algemene verbetering van de veiligheidssituatie in Irak, concludeerde het ambtsbericht van juni 2008 dat de veiligheidssituatie in Irak zeer ernstig bleef en dat de situatie in het noorden van Centraal Irak was verslechterd. Dat zou ook het oordeel zijn van de mensenrechtenorganisaties Human Rights Watch en Amnesty International en ook van het UNHCR: Irak is noch veilig, noch geschikt om terug te keren.